# 安东尼娅·迈因克
安东尼娅·迈因克（德語：Antonia Meinke，1997年9月22日—2018年10月6日），奧地利女子羽毛球運動員。2018年9月在捷克參賽期間發生車禍，於10月6日傷重不治。

## 生平
2006年，安东尼娅·迈因克跟隨父親加入普雷斯鮑姆的一間羽毛球俱樂部，開始打羽毛球；一年後開始參加比賽；及至2014年初次參加國際賽事，出戰奧地利羽毛球國際賽。她在2015年首次代表奧地利國家羽毛球隊。
2017年4月，安东尼娅·迈因克出戰克羅地亞羽毛球國際賽，與Leon Seiwald合作打進混合雙打比賽準決賽。同年10月，她與搭檔多米尼克·什蒂普希奇在保加利亞羽毛球國際賽贏得混雙冠軍，亦為生涯在國際賽的最佳成績。
2018年9月起，她與其男友、馬來西亞自由人陳致佃合作參加波蘭羽毛球國際賽和捷克羽毛球公開賽，兩項賽事先後止步於八強及首輪。在捷克公開賽遭到淘汰後，安東尼婭·邁因克在當地自駕時發生車禍，同行的還有她的混雙搭檔陳致佃及女雙搭檔Jenny Ertl，陳致佃送醫後傷重不治，而安東尼婭住院後陷入昏迷，10月6日晚間宣告不治。

## 主要比賽成績
只列出曾進入準決賽的國際賽事成績：
| 年份   | 賽事                 | 公開賽級別 | 項目     | 拍檔                | 成績   |
| ------ | -------------------- | ---------- | -------- | ------------------- | ------ |
| 2017年 | 克羅地亞羽毛球國際賽 | 未來系列賽 | 混合雙打 | Leon Seiwald        | 準決賽 |
| 2017年 | 斯洛伐克羽毛球公開賽 | 未來系列賽 | 混合雙打 | 多米尼克·什蒂普希奇 | 準決賽 |
| 2017年 | 保加利亞羽毛球國際賽 | 未來系列賽 | 混合雙打 | 多米尼克·什蒂普希奇 | 冠軍   |

| 2007-2017年 | 首要超級賽 | 超級賽 | 黃金大獎賽 | 大獎賽 | 國際挑戰賽 | 國際系列賽 | 未來系列賽 | 其他 |

| 2018-2026年 | 總決賽 | 超級1000賽 | 超級750賽 | 超級500賽 | 超級300賽 | 超級100賽 | 國際挑戰賽 | 國際系列賽 | 未來系列賽 | 其他 |